# Olimpia Boronat
Pour les articles homonymes, voir Boronat.
Olimpia Boronat, comtesse Rzewuska, (Gênes, 1859 ou 1867 - Varsovie, 1933) est une soprano colorature italienne, remarquée pour ses interprétations des rôles de soprano de bel canto.

## Biographie
Olimpia Boronat est née à Gênes, d'un père officier italien et d'une mère espagnole. Sa sœur Elena était aussi une célèbre soprano. Olimpia est envoyée au Conservatoire de Milan par Marguerite de Savoie où elle est formée par  Pietro Leoni ou Franco Leoni.  Elle fait ses débuts à Gênes au cours de l'année 1885 ou en 1886 au Teatro Bellini (Naples).
Elle apparaît ensuite dans les principaux théâtres italiens, dont la Scala de Milan. Elle chante à travers le monde, notamment en Amérique centrale et en Amérique du Sud. Elle est engagée dans la troupe du Grand théâtre du Liceu de Barcelone pour la saison de printemps 1893, au Théâtre municipal de Caracas (en).
Elle est particulièrement connue en Russie où elle chante d'abord à l'opéra impérial de Saint-Pétersbourg en 1894. Adelina Patti, aurait suggéré qu'elle chante la chanson Soloveï (The Nightingale) d'Alexandre Aliabiev qui est devenue sa pièce maîtresse. Elle épouse un membre de l'aristocratie polonaise, le comte Rzewuski et se retire de la scène pendant six ans, de 1896 à 1902. Après cette pause, elle chante de nouveau en Russie, engagée dans la troupe du théâtre du Conservatoire de Saint-Pétersbourg en 1902. En 1906, elle interprète Mignon et Roméo et Juliette, avec Sigrid Arnoldson, Giuseppe Anselmi (en), Francesco Navarini et Romolo Dolcibene ; très acclamés au Petit-Théâtre, du Conservatoire de Saint-Pétersbourg. Elle est engagée pour la saison de carême 1907 au nouveau conservatoire de Saint-Pétersbourg.
En 1909, elle retourne chanter dans son pays natal, l'Italie.
Boronat est remarquée pour sa voix d'une grande beauté et clarté, et une exceptionnelle capacité technique, couplée avec une sensible à la musicalité. Elle est en particulier associée avec le rôle de Rosina dans Le Barbier de Séville, Violetta dans La traviata, Elvira dans I puritani, et Ophélie dans Hamlet.
Après sa retraite de la scène en 1914 , Boronat fonde une école de chant à Varsovie. En 1922, elle apparait pour la dernière fois dans un concert de charité.

## Enregistrements
Olimpia Boronat réalisa 21 enregistrements pour Fred Gaisberg de Gramophone Company, les dix premiers réalisés à Saint-Pétersbourg en 1904 et les 10 autres, plus deux suppléants, lors d'un séjour à Milan en 1908, publiés en CD par Marston Records en 1997. Ceux ci incluent des œuvres d' Alexander Alyabyev, Bellini, Bizet, Donizetti, Flotow, Pietro Giannelli, Gounod, Mikhaïl Ivanov, Meyerbeer, Tosti, Verdi, et Redento Zardo.
Elle fait partie de l'une des plus grandes compilation de chants classiques, The EMI Record of Singing où elle apparaît dans le Volume I - L'émergence du vérisme.